# Цитадель Алеппо
Цитадель Алеппо — цитадель, расположенная в центре города Алеппо на севере Сирии.
Наиболее значимую роль крепость имела во времена Крестовых походов, являясь опорным пунктом попеременно то крестоносцев, то мусульман. Торхаус цитадели является одним из крупнейших сооружений подобного типа.

## История
Самые старые укрепления на месте современной крепости были построены первым правителем Алеппо из династии Хамданидов по имени Сайф ад-Даула. Строительство заняло 13 лет и длилось с 944 по 957 гг. н. э.
В первом десятилетии XIII века цитадель превратилась в богатейший город. Внутри были расположены дворцы и бани, мечети и усыпальницы, арсенал и площади для тренировки солдат, цистерны с водой и амбары для хранения зерна.
В 1259 году Алеппо подвергся нападению монголов, которые сильно повредили стены и здания цитадели. В 1300 году они вернулись вновь, а в 1400 году Тамерлан (по легенде) сумел сломить сопротивление защитников крепости, заполнив ров телами своих погибших воинов.
Мостовая башня и сводчатый мост были посторены мамлюками в XVI веке.
В 1516 году Алеппо захвачен Оттоманской империей. Впоследствии военная роль цитадели постепенно уменьшалась, и город стал расширяться за пределы крепостных стен.
В 1828 году крепость серьёзно повреждена от сильного землетрясения. Последствия были столь плачевны, что восстановительные работы ведутся и по сей день.
В 1986 году цитадель Алеппо была занесена в список Всемирного наследия ЮНЕСКО в рамках объекта «Старый город Алеппо» (англ. Ancient City of Aleppo), вместе с Большой мечетью, дворцами, банями в центре города.
В 1994 году был построен Музей цитадели Алеппо.
В 2014 году рядом с цитаделью была разрушена мечеть Хусрувийя в ходе битвы за Алеппо.
В 2023 году цитадель Алеппо получила повреждения в результате землетрясения в Турции и Сирии.